# Spoilers of the North
Spoilers of the North é um filme de drama estadunidense dirigido por Richard Sale e estrelado por Paul Kelly, Lorna Gray e Evelyn Ankers. Foi lançado em 24 de abril de 1947, pela Republic Pictures.

## Enredo
Quando a temporada de pesca no Alasca termina, um proprietário desonesto de uma fábrica de conservas que deve a uma empresa de Seattle grandes somas de dinheiro para remessas de salmão manipula os nativos locais com direitos de pesca ilimitados para vender ilegalmente sua captura.

## Elenco
- Paul Kelly ...Matt Garraway
- Lorna Gray ...Jane Koster (como "Adrian Booth")
- Evelyn Ankers ...Laura Reed
- James Millican ...Bill Garraway
- Roy Barcroft ...Moose McGovern
- Louis Jean Heydt ...Inspetor Carl Winters
- Ted Hecht ...Joe Taku
- Harlan Briggs ...Salty
- Francis McDonald ...Pete Koster
- Maurice Cass ...Doutor
- Neyle Morrow ...Johnny